# Woudrichem
Woudrichem (em neerlandês:  Woudrichemⓘ) foi um município da província de Brabante do Norte, nos Países Baixos. Contava com uma população de cerca de 14.500 habitantes.
Em 1 de janeiro de 2019, passou a formar parte do novo município de Altena, juntamente com Aalburg e Werkendam.

## Centros populacionais
- Almkerk
- Andel
- Bronkhorst
- Duizend Morgen
- Eng
- Giessen
- Oudendijk
- Rijswijk
- Stenenheul
- Uitwijk
- Uppel
- Waardhuizen
- Woudrichem
- Zandwijk